# Rodrigo Nehme
Rodrigo Nehme, właśc. Rodrigo Vázquez Nehme (ur. 22 sierpnia 1982 w Meksyku) – meksykański aktor i model, znany głównie z roli Nico Hubera w serialu młodzieżowym Zbuntowani.
Jest synem Meksykanina Jorge Vázquez Fernández Leal i Libanki Moniki Nehme El Azar. Wychowywał się w Guadalajarze wraz ze starszą siostrą, gdzie uczył się w American School Foundation of Guadalajara. Później mieszkał w San Diego, w stanie Kalifornia, gdzie studiował sztukę kulinarną. Po powrocie do Meksyku, w wieku 16 lat rozpoczął pracę jako model występując w reklamach telewizyjnych. W tym czasie prowadził program o gotowaniu, a następnie studiował w Centro de Educación Artistica (Centrum Edukacji Artystycznej) w Meksyku.

## Filmografia

### Telenowele
- 2009–2010 – Morze miłości (Mar de amor) – Lorenzo Garaban
- 2004 – Zbuntowani (Rebelde) – Nicolás "Nico" Huber

### Seriale TV
- 2009 – Los reyes del casco
- 2008 – Matki Bożej Anielskiej wszystkich (María de todos los Ángeles)
- 2007 – Brzydula Betty (Ugly Betty) – Dick Ayala
- 2007 – Estilos
- 2007 – Decisiones
- 2007 – Mujer, La Serie
- 2006 – Mujer, casos de la vida real – 10 episodios
- 2006 – Las Vecinas
- 2006 – Che-k-T-esto
- 2005 – Celebremos México
- 2002 – El Club
- 2001 – AMD